# 新集镇 (三河市)
新集镇，是中华人民共和国河北省廊坊市三河市下辖的一个乡镇级行政单位。地处三河市区东南，与蓟县、宝坻、香河三县相邻。总面积64平方公里，辖38个行政村街，总人口4.5万。历史上是重要的水运码头，经济繁荣，商贾云集，素有“一京二卫三新集”的美称。

## 行政区划
新集镇下辖以下地区：
胡元村、邢元村、回民队村、西门外村、大王庄村、小王庄村、菜元村、任庄村、陈庄村、张庄村、李庄村、刁庄村、东达屯村、西罗村、大罗村、东罗村、姚家营村、二郎庙村、西营村、中营村、东营村、龙湾村、杜庄村、桥头村、芮庄村、刘白塔村、行仁庄村、大掠马村、小掠马村、荣村、埝头村、孙屯村、孟庄村、胡庄村、王庄村、南庄村、刘庄村和栗屯村。